# Государственная служба Украины по чрезвычайным ситуациям
Государственная служба Украины по чрезвычайным ситуациям (ГСЧС Украины) (укр. Державна служба України з надзвичайних ситуацій, ДСНС України) — центральное государственное ведомство Украины, входящее в систему органов исполнительной власти, обеспечивающее реализацию государственной политики в сферах гражданской защиты, защиты населения и территорий от чрезвычайных ситуаций и предотвращения их возникновения, ликвидации чрезвычайных ситуаций, спасательного дела, тушения пожаров, пожарной и техногенной безопасности, деятельности аварийно-спасательных служб, профилактики травматизма непроизводственного характера, а также гидрометеорологической деятельности.
Государственная служба Украины по чрезвычайным ситуациям образована.
Указом Президента Украины № 726/2012 от 24.12.2012 года путём реорганизации Министерства чрезвычайных ситуаций Украины и Государственной инспекции техногенной безопасности Украины.
С 25 апреля 2014 года деятельность службы направляется и координируется Кабинетом министров через министра внутренних дел Украины.

## История становления

### 1991—1996 годы
После обретения Украиной независимости в 1991 году вопросами гражданской защиты и обороны, ликвидации последствий и предупреждения чрезвычайных ситуаций, защиты населения от последствий Чернобыльской катастрофы, тушения пожаров и пожарной безопасности занимались три отдельных ведомства:
- Штаб гражданской обороны Украины.
- Министерство по делам защиты населения от последствий аварии на ЧАЭС.
- Главное управление пожарной охраны МВД Украины.

### 1996—2002 годы
В 1996 году указом Президента Украины Л. Д. Кучмы на базе Штаба ГО Украины и Минчернобыля Украины создано единое ведомство — Министерство по вопросам чрезвычайных ситуаций и по делам защиты населения от последствий Чернобыльской катастрофы (МЧС Украины), которое стало главным (ведущим) органом в системе центральных органов исполнительной власти по обеспечению реализации государственной политики в сфере гражданской обороны, спасательного дела, создания и функционирования систем страхового фонда документации, обращения с радиоактивными отходами, защиты населения и территорий от чрезвычайных ситуаций, предупреждение ситуаций и реагирование на них, ликвидации их последствий и последствий Чернобыльской катастрофы, осуществляет руководство порученной ему сферой управления и несет ответственность за её состояние и развитие.
В подчинении МЧС Украины находилась группировка войск Гражданской обороны Украины численностью 10 218 человек, из которых 9550 — военнослужащие. Войска ГО Украины были предназначены для защиты населения и территорий в случае возникновения чрезвычайных ситуаций, вызванных аварией, катастрофой, стихийным бедствием, эпидемией, эпизоотией, эпифитотией, большим пожаром, применением средств поражения, привели или могут привести к человеческим и материальным потерям, ликвидации их последствий и выполнения других предусмотренных законом «О войсках Гражданской обороны Украины» задач
В составе войск ГО Украины находились:
- три отдельные мобильные механизированные бригады (Киев, Дрогобыч, Донецк);
- отдельная учебная бригада (Мерефа-3 Харьковской обл.);
- четыре отдельных мобильных механизированных полка (г. Лоскутовка Луганской обл., г. Верховцево Днепропетровской обл., пгт. Мирное Запорожской обл., с. Червонознаменка Одесской обл.);
- семь отдельных аварийно-спасательных батальонов (с. Мазанка АР Крым, г. Ромны, г. Ужгород, г. Черновцы, с. Якушинцы Винницкой обл., с. Городище Ровненской обл., г. Хмельницкий);
- объединённый отряд оперативного реагирования (г. Кировоград);
- районный спасательный координационный центр (г. Керчь АР Крым);
- специальный авиационный отряд (г. Нежин Черниговской обл.);
- два узла связи (г. Киев, г. Переяслав-Хмельницкий Киевской обл.);
- два отряда обеспечения (г. Киев, с. Жеребково Одесской обл.).

В 2000 году отдельные мобильные механизированные бригады и полки, а также объединённый отряд оперативного реагирования были переведены на новые штаты отдельных аварийно-спасательных отрядов оперативного реагирования, а отдельная учебная бригада стала именоваться 1 учебным центром Гражданской обороны. Отдельные аварийно-спасательные батальоны, а также районный спасательный координационный центр, в свою очередь, перешли на штаты отдельных аварийно-спасательных отрядов.
Территориальные органы МЧС Украины до 2003 года были представлены Главными управлениями (управлениями) по вопросам чрезвычайных ситуаций в составе областных государственных администраций.
В этот период МЧС Украины силами воинских подразделений гражданской обороны успешно ликвидировало ряд масштабных техногенных и природных катастроф, среди которых следует выделить ликвидацию последствий масштабного паводка на Закарпатье в 1998 году.

### 2003—2010 годы
27 января 2003 года указом Президента Украины «О мерах по совершенствованию государственного управления в сфере пожарной безопасности, защиты населения и территорий от последствий чрезвычайных ситуаций» органы и подразделения Государственной пожарной охраны выведены из состава МВД и переданы в состав МЧС Украины.
19 декабря 2003 года издан указ Президента Украины «О Государственной программе преобразования войск Гражданской обороны Украины, органов и подразделений государственной пожарной охраны в оперативно-спасательную службу гражданской защиты на период до 2005 года». Государственная программа предусматривала создание на базе Войск ГО Украины и органов и подразделений пожарной охраны единой невоенной Оперативно-спасательной службы гражданской защиты. Предусматривалась полная демилитаризация МЧС, увольнение личного состава войск ГО с воинской службы с последующим присвоением специальных званий внутренней службы.
Были полностью расформированы воинские части ГО в Донецке, Хмельницком и Черновцах; реформированы в региональные спасательные отряды воинские части в Киеве, Дрогобыче, Мирном, Ромнах и Мерефе-3; реформированы в территориальные спасательные отряды воинские части в Лоскутовке, Ужгороде, Мазанке и Кировограде; воинская часть в Керчи была реформирована в специальный морской отряд, воинская часть в Жеребково была реформирована в специальный отряд. Воинские части в Якушинцах, Городище, Червонознамянке и Верховцево были реформированы в аварийно-спасательные подразделения территориальных органов МЧС. Также, на базе большинства отрядов технической службы ГПО были сформированы аварийно-спасательные отряды специального назначения территориальных органов МЧС, куда для этого частично были переданы личный состав и техника бывших воинских частей ГО.
После реформы 2003 года были сформированы новые территориальные органы МЧС — Главные управления (управления) МЧС Украины на базе Управлений пожарной безопасности ГУ (У) МВД Украины в областях, городах Киеве и Севастополе.
В 2005 году был принят Закон Украины «О правовых основах гражданской защиты», Этот Закон определял правовые и организационные основы в сфере гражданской защиты населения и территорий от чрезвычайных ситуаций техногенного, природного и военного характера, полномочия органов исполнительной власти и других органов управления, порядок создания и применения сил, их комплектования, прохождения службы, а также гарантии социальной и правовой защиты личного состава органов и подразделений гражданской защиты.
В 2006 году войска гражданской обороны Украины были полностью расформированы, личный состав войск и Государственной пожарной охраны влился в ряды единой Оперативно-спасательной службы гражданской защиты МЧС Украины.
Согласно ст. 2 Кодекса гражданской защиты Украины от 02 октября 2012 г. № 5403-VІ Оперативно-спасательная служба гражданской защиты — специальное невоинское объединение аварийно-спасательных и других формирований, органов управления такими формированиями системы центрального органа исполнительной власти, который обеспечивает формирование и реализует государственную политику в сфере гражданской защиты.
В 2008 году личный состав органов и подразделений МЧС был переведён на службу по контракту с переаттестацией в специальные звания гражданской защиты.
В декабре 2010 года Указом Президента Украины Министерство по вопросам чрезвычайных ситуаций и по делам защиты населения от последствий Чернобыльской катастрофы было реорганизовано в Министерство чрезвычайных ситуаций Украины как главный центральный орган исполнительной власти в системе гражданской защиты, реагирования и предупреждения чрезвычайных ситуаций, Государственную инспекцию техногенной безопасности Украины, Государственное агентство зоны отчуждения, Государственную службу горного надзора и промышленной безопасности Украины — как центральные органы исполнительной власти которые направляются и координируются Министерством.
Государственный пожарный и техногенный надзор, управление зоной отчуждения и ЧАЭС, госгортехнадзор стали центральными органами исполнительной власти.
В период 2003—2010 годов силы МЧС Украины привлекались к ликвидации таких масштабных чрезвычайных ситуаций:
- пожар с последующей детонацией боеприпасов на территории воинской части А0261, г. Артёмовск (Вооружённые силы Украины);
- пожар с последующей детонацией боеприпасов на территории 275-й базы артиллерийских боеприпасов (Вооружённые силы Украины);
- аварии в системах теплоснабжения в городе Алчевске Луганской обл., в системах жизнеобеспечения в Донецкой, Кировоградской областях, АР Крым;
- вспышка птичьего гриппа в 2006 году в АР Крым;
- авиакатастрофа самолёта Ту-154 вблизи с. Сухая Балка Донецкой обл. в июле 2006 г., погибло 170 человек (большая часть — граждане Российской Федерации);
- гибель 13 шахтёров на шахте им. Засядько в сентябре 2006 г.;
- взрыв газа в жилом доме в Днепропетровске по Мандрыковской ул., 127 в октябре 2007 года, погибло 23 человека;
- авария на шахте им. Засядько в ноябре 2007 года, погиб 101 шахтёр, 40 было травмировано;
- железнодорожная авария в Буском районе Львовской обл. с опрокидыванием 15 цистерн с жёлтым фосфором ёмкостью 50 т;
- паводок в 6 западных областях Украины в 2008 году, вследствие которого погибли 39 человек, и нанесён ущерб размером выше 4 млрд грн;
- лесной пожар в Изюмском р-не Харьковской обл., уничтожено 1300 га лесных насаждений;
- пожар и последующая детонация боеприпасов на территории воинской части А0829, г. Лозовая Харьковской обл.;
- взрыв жилого дома в городе Евпатории, АР Крым, погибло 27 человек, спасено силами МЧС 21 человек;
- серия аварий на шахтах в Донецкой обл., вследствие которых погибло 27 человек и более 40 травмировано;
- паводок в 6 западных областях Украины в 2008-м году, вследствие которого погибли 39 человек и нанесён ущерб размером выше 4 млрд грн;
- пожар в зале игровых автоматов в Днепропетровске в 2009 году, погибло 9 и пострадало 11 человек;
- эпидемия гриппа и ОРЗ в ноябре-декабре 2009-го года;
- сильные снегопады на территории Украины в декабре 2009 года;
- взрыв кислородного баллона в больнице Луганске в 2010 году, 16 погибших и 6 пострадавших;
- сильные дожди и паводки в Ивано-Франковской, Винницкой, Черновицкой и Хмельницкой областях в июне 2010 г.;
- авария рейсового автобуса «Эталон» (столкновение с локомотивом на ж/д переезде), погибло 45 человек и 8 травмировано;
- пожар в доме соц. обслуживания Дубровицкого р-на Ровенской обл. в 2011 году, погибло 16 человек, пострадало и госпитализировано 11 человек.

### 2011—2013 годы
В 2011 году осуществлялись основные мероприятия по разделению Министерства по делам ЧС Украины на 4 отдельных ведомства -
- Министерство чрезвычайных ситуаций Украины (как главный орган)
- Государственная инспекция техногенной безопасности Украины,
- Государственное агентство зоны отчуждения,
- Государственная служба горного надзора и промышленной безопасности Украины.

В ноябре 2011 года закончены мероприятия по переводу личного состава надзорно-профилактического блока МЧС для дальнейшего прохождения службы в новосозданную Государственную инспекцию техногенной безопасности Украины, завершено формирование её органов и подразделений. Личный состав остался на службе гражданской защиты с соответствующими специальными званиями, Указом Президента на них распространялся порядок прохождения службы гражданской защиты, медицинское, санаторно-курортное обеспечение, льготы и компенсации предусмотренные для личного состава МЧС.
В 2012 году Государственные пожарные части реформированы в Государственные пожарно-спасательные части (ГПРЧ) и подчинены напрямую территориальным органам МЧС. Районные (городские) отделы МЧС реформированы в службы гражданской защиты в районах (городах) и введены в состав ГТУ (ТУ) МЧС.
2 октября 2012 года Верховной Радой Украины был принят Кодекс гражданской защиты Украины, который стал главным систематизирующим нормативно-правовым актом в системе гражданской защиты населения, территорий, окружающей среды, имущества от последствий чрезвычайных ситуаций, реагированием на них, функционирования единой государственной системы гражданской защиты, обозначает полномочия всех органов государственной власти, местного самоуправления, граждан, лиц без гражданства и иностранцев, предприятий, учреждений и организаций независимо от формы собственности.
24 декабря 2012 года указом Президента Украины Министерство чрезвычайных ситуаций и Государственная инспекция техногенной безопасности Украины реорганизованы в единую Государственную службу Украины по чрезвычайным ситуациям (ГСЧС Украины), как центральный орган исполнительной власти, который координируется и направляется Министерством обороны Украины. Первым главой Службы указом Президента назначен Болотских Михаил Васильевич.
В течение 2013 года Государственной службой Украины по чрезвычайным ситуациям осуществлялись мероприятия по созданию нормативно-правовой базы деятельности Службы (подготовлен и издан Указ Президента Украины № 20/2013 от 16.01.2013 г. «Некоторые вопросы Государственной службы Украины по чрезвычайным ситуациям», которым утверждено «Положение о Государственной службе Украины по чрезвычайным ситуациям»; Постановление Кабинета Министров Украины о формировании территориальных органов ГСЧС Украины"); сформированы территориальные органы ГСЧС Украины — Главные управления и Управления ГСЧС Украины на базе ГТУ (ТУ) МЧС и ГУ (У) Гостехногенбезопасности; назначено руководство территориальных органов; завершен процесс перевода личного состава двух центральных органов исполнительной власти в ГСЧС Украины для дальнейшего прохождения службы.
Министерством обороны Украины совместно с ГСЧС издано ряд нормативных актов, регулирующие деятельность Службы, взаимодействие органов и сил ГСЧС Украины с органами управления Министерства обороны, Генеральным штабом ВСУ и Вооружёнными Силами Украины.
1 июля 2013 года вступил в силу Кодекс гражданской защиты Украины.

### с 2014 г. и по настоящее время
2 марта 2014 года распоряжением Кабинета министров Украины № 87-р генерал-полковник службы гражданской защиты Болотских Михаил Васильевич уволен с должности главы ГСЧС Украины.
23 апреля 2014 года распоряжением Кабинета министров Украины № 412-р ГлавойГСЧС Украины назначен полковник службы гражданской защиты Бочковский Сергей Станиславович.
25 апреля 2014 года Кабинетом министров Украины издано постановление № 120 «Вопросы координации и направления Государственной службы по чрезвычайным ситуациям», который устанавливает, что деятельность ГСЧС Украины направляется и координируется Кабинетом Министров Украины через Министра внутренних дел.
3 июля 2014 года издан приказ МВД Украины № 631 «Об утверждении Положения о Оперативно-спасательной службе гражданской защиты ГСЧС Украины»
25 марта 2015 года распоряжениями Кабинета министров Украины № 241-р и 242-р полковник службы г. з. Бочковский С. С. и генерал-майор службы г. з. Стоецкий В. Ф. освобождены от должностей главы и заместителя главы Службы соответственно. В этот же день распоряжением КМУ № 243-р Шкиряк З. Н. назначен исполняющим обязанности Главы ГСЧС Украины (до назначения в установленном порядке Главы Службы).
14 мая 2015 г. распоряжением Кабинета Министров Украины № 469-р Главой Государственной службы Украины по чрезвычайным ситуациям назначен Чечёткин Николай Александрович
Ожидается новая редакция «Положения о Государственной службе Украины по чрезвычайным ситуациям».

## Органыуправления

### Аппарат ГСЧС Украины
| Департаменты | Департаменты | Департаменты                                            | Департаменты |
| Наименование | Сфера деятельности/подразделения | Руководители                                            | Примечания   |
| --- | --- | ------------------------------------------------------- | ------------ |
| Департамент государственного надзора (контроля) в сфере пожарной, техногенной безопасности и гражданской защиты | - Организация осуществления государственного надзора (контроля) в сфере техногенной и пожарной безопасности, гражданской защиты - Управление пожарной безопасности - отдел пожарного надзора - отдел лицензирования - Отдел надзора за объектами повышенной опасности - сектор нормативно-технической работы и контроля за системами противопожарной защиты - Управление по надзору в сфере техногенной безопасности и гражданской защиты - отдел техногенной безопасности - отдел контроля за органами исполнительной власти в сфере гражданской защиты и аварийно-спасательными службами - Управление информационно-аналитической работы - отдел прогнозирования, мониторинга, учёта чрезвычайных ситуаций и профилактики непроизводственного травматизма - отдел контроля за применением санкций, юридического сопровождения и исследования пожаров | генерал-майор службы ГЗ Щербаченко Александр Николаевич |              |
| Департамент реагирования на чрезвычайные ситуации                                                               | - Организация и осуществление мероприятий по реагированию на ЧС, применение и управление действиями сил гражданской защиты ГСЧС в ходе ликвидации ЧС и пожаров, проведение пиротехнических работ и координации деятельности аварийно-спасательных служб; - Организация управления силами и средствами оперативно-спасательной службы гражданской защиты ГСЧС Украины - Управление организации пожаротушения, пиротехнических работ и подготовки подразделений ОСС ГЗ - Отдел организации пиротехнических работ - Отдел организации пожаротушения и работы с объектовыми подразделениями - Отдел подготовки подразделений ОСС ГЗ - Отдел организации службы, подготовки и сертификации аварийно-спасательных служб - Управление организации реагирования и контроля готовности подразделений - Отдел контроля и координации аварийно-спасательных формирований - Отдел анализа и планирования - Отдел организации управления в чрезвычайных ситуациях - Сектор антитеррористической деятельности - Управление координации оперативно-дежурной службы и телекоммуникаций - отдел телекоммуникаций и информационных технологий - отдел координации оперативно-дежурной службы и готовности пунктов управления - Отдел медицинского обеспечения, реабилитации и охраны труда | полковник службы ГЗ Демчук Владимир Викторович          |              |
| Департамент организации мероприятий гражданской защиты                                                          | - Реализация государственной политики в сфере гражданской защиты, защиты населения и территорий от чрезвычайных ситуаций - Отдел планирования и мониторинга мероприятий гражданской защиты; - Отдел инженерно-технических мероприятий и экспертизы; - Отдел радиационной, химической и медико-биологической защиты; - Отдел подготовки органов управления и обучение населения; - Сектор организации оповещения и работы государственной комиссии ТЭБ и ЧС | Маюров Михаил Александрович                             |              |
| Департамент экономики и финансов                                                                                | - Организация, планирование и управление системой финансового обеспечения в ГСЧС - Отдел денежного обеспечения, заработной платы и тарификации - Отдел финансового планирования и формирования бюджета - Отдел финансирования и выполнения специального фонда - Отдел отчетности и методологии бухгалтерского учёта - Расчетно-кассовый отдел | подполковник службы ГЗ Олейник Александр Иванович       |              |
| Департамент ресурсного обеспечения                                                                              | - Материально-техническое обеспечение в системе ГСЧС - Отдел строительства и эксплуатации недвижимого имущества - Отдел специального оборудования и спецтехники - Отдел материального и пожарно-технического обеспечения - Отдел закупок, гуманитарной помощи и управления имуществом - Служба безопасности дорожного движения | вакансия                                                |              |
| Административный департамент                                                                                    | - Организационно-техническое, документационное обеспечение; стратегическое планирование; взаимодействие с МВД Украины - Отдел планирования, мониторинга и организационной работы - Отдел контроля - Отдел предварительного рассмотрения документов и аналитического обеспечения - Отдел делопроизводства - Сектор взаимодействия с Верховной Радой Украины, Кабинетом Министров Украины - Сектор организации доступа к публичной информации и рассмотрения обращений граждан | Гончаров Вячеслав Вячеславович                          |              |
| Департамент персонала                                                                                           | - Организация управлением персоналом (кадрами) ГСЧС - Отдел комплектования службы гражданской защиты и административной работы - Отдел организационно-штатной работы и службы дислокации - Отдел прохождения службы, комплектования резерва и бронирование - Отдел образования и науки - Сектор государственной службы | Доценко Александр Владимирович                          |              |

| Управления                                                                              | Управления | Управления                                  | Управления |
| Наименования                                                                            | Сфера деяльности/подразделения | Руководители                                | Примечания |
| --------------------------------------------------------------------------------------- | --- | ------------------------------------------- | ---------- |
| Управление авиации и авиационного поиска и спасения                                     | - Управление деятельностью авиации ГСЧС - Отдел подготовки и применения авиации - Отдел инженерно-авиационного и аэродромно-технического обеспечения - Отдел организации авиационного поиска и спасания                                                                                              | полковник службы ГЗ Рунаев Игорь Васильевич |            |
| Управление гидрометеорологии                                                            | | Громовой Василий Александрович              |            |
| Юридическое управление                                                                  | | Кулеба Елена Михайловна                     |            |
| Отдел взаимодействия со средствами массовой информации и коммуникаций с общественностью | - Оперативное освещение деятельности ГСЧС Украины по предупреждению и ликвидации чрезвычайных ситуаций, а также осуществляет информирование общественности по вопросам гражданской защиты населения и безопасности жизнедеятельности; - Взаимодействие со СМИ и работа с общественными организациями | Козак Ольга Валерьевна                      |            |

| Отделы, секторы, ВВК                               | Отделы, секторы, ВВК | Отделы, секторы, ВВК                           | Отделы, секторы, ВВК |
| Наименования                                       | Сфера деятельности/подразделения | Руководители                                   | Примечания           |
| -------------------------------------------------- | --- | ---------------------------------------------- | -------------------- |
| Отдел телекоммуникаций и информационных технологий | *Организация управления связью, телекоммуникациями и информатизацией в системе ГСЧС | Лоенко Анатолий Алексеевич                     |                      |
| Отдел международного сотрудничества                | *Международное сотрудничество в системе ГСЧС | Быкова Елена Валентиновна                      |                      |
| Отдел внутреннего аудита                           | *Аудит и финансовые проверки в системе ГСЧС | Яремчук Игорь Николаевич                       |                      |
| Отдел противодействия коррупции                    | *Организация и осуществление мероприятий по противодействию коррупции и служебных злоупотреблений в системе ГСЧС | Ярошенко Вячеслав Борисович                    |                      |
| Центральная врачебно-экспертная комиссия           | *Организация и осуществление военно-врачебной экспертизы личного состава ГСЧС | полковник службы ГЗ Стрюк Николай Иванович     |                      |
| Режимно-секретный сектор                           | *Организация режимно-секретной работы в системе ГСЧС - Осуществление мероприятий по охране государственной тайны | полковник службы ГЗ Зайченко Сергей Викторович |                      |
| Сектор специальной связи                           | *Руководство, организация и координация деятельности подразделений специальной связи по вопросам обеспечения безопасности специальных видов связи - Криптографическая защита информации и обеспечение секретного (закрытого) связи в системе ГСЧС                                       | Кривоножко Николай Александрович               |                      |
| Сектор мобилизационной работы                      | *Планирование, разработка и проведение мероприятий по мобилизационной подготовке и мобилизации в системе ГСЧС - Обеспечение мобилизационной подготовки территориальных органов ГСЧС Украины, специальных формирований и подразделений Оперативно-спасательной службы гражданской защиты | Томко Петр Федотович                           |                      |

### Территориальные органы управления
- Главные управления ГСЧС Украины в городе Киеве, Киевской, Винницкой, Днепропетровской, Запорожской, Луганской, Львовской, Николаевской, Одесской, Полтавской, Ровенской, Донецкой, Харьковской, Херсонской и Хмельницкой областях[18].
- Управления ГСЧС Украины в Сумской, Тернопольской, Черкасской, Черновицкой, Черниговской, Житомирской, Закарпатской, Ивано-Франковской, Кировоградской и Волынской области
- Органы управления в городах и районах (городские, районные, межрайонные, районные в городах Управления (отделы, сектора) ГУ (У) ГСЧС Украины в областях и г. Киеве

## Руководство ГСЧС Украины
- Глава — генерал-майор службы гражданской защиты Даник Андрей Николаевич[19]
- Первый заместитель Главы — генерал-майор службы гражданской защиты Миронюк Виталий Григорьевич
- Заместитель Главы — генерал-майор службы гражданской защиты Демчук Владимир Викторович
- Заместитель Главы по вопросам цифрового развития, цифровых трансформаций и цифровизации  — Примуш Роман Борисович

## Кадры ГСЧС Украины
Кадры ГСЧС Украины составляют:
- лица рядового и начальствующего состава службы гражданской защиты (в том числе курсанты ВУЗов ГСЧС), которые заключили контракт на прохождение службы (обучения) и которым присваиваются специальные звания службы гражданской защиты в соответствии с Кодексом гражданской защиты Украины и «Положению о порядке прохождения службы гражданской защиты лицами рядового и начальствующего состава», утверждённого Постановлением Кабинета Министров Украины № 593 от 11.07.2013 г.[20];
- государственные служащие в соответствии с Законом Украины «О государственной службе»;
- работники, которые заключили трудовой договор в соответствии с КЗоТ Украины.

### Медали за службу
- 25 лет службы
- 20 лет службы
- 15 лет службы
- 10 лет службы

### Специальные звания службы гражданской защиты[21]

#### Звания до 2018 года
| Погон |         |                   |                   |               |           |              |       |         |                   |           |                   |                   |           |          |                 |         |                 |         |
| Ранг  | Генерал | Генерал-полковник | Генерал-лейтенант | Генерал-майор | Полковник | Подполковник | Майор | Капитан | Старший лейтенант | Лейтенант | Младший лейтенант | Старший прапорщик | Прапорщик | Старшина | Старший сержант | Сержант | Младший сержант | Рядовой |

#### Звания с 2018 года
| Погон |         |                   |                   |               |           |              |       |         |                   |           |                   |                                                      |                                           |                                    |         |         |
| Ранг  | Генерал | Генерал-полковник | Генерал-лейтенант | Генерал-майор | Полковник | Подполковник | Майор | Капитан | Старший лейтенант | Лейтенант | Младший лейтенант | Главный Мастер-сержант (Старший прапорщи),Прапорщик) | Мастер-сержант (Старшина,Старший сержант) | Сержант (Сержант, Младший сержант) | Рядовой | Курсант |

### Некоторые особенности прохождения службы гражданской защиты
В феврале 2015-го года Верховной Радой Украины были внесены изменения в ряд законодательных актов (Уголовный кодекс Украины, «О мобилизационной подготовке и мобилизации», «Об основах национальной безопасности Украины», «О обороне Украины»), чем фактически приравнено прохождение службы гражданской защиты к военной службе, в условиях наступления в государстве особого периода или объявления целевой мобилизации. В частности предусмотрена уголовная ответственность за уклонение от такой службы в указанных условиях — от 2 до 5 лет лишения свободы.

## Силы гражданской защиты ГСЧС Украины
Государственная служба Украины по чрезвычайным ситуациям имеет в своём подчинении группировку сил общей численностью до 45 тыс. человек личного состава; 7 аварийно-спасательных формирований быстрого реагирования (центрального подчинения), в том числе авиацию; 25 аварийно-спасательных отрядов специального назначения и 1182 государственных пожарно-спасательных подразделений до района включительно (территориального подчинения).

### Назначение подразделений сил гражданской защиты ГСЧС
По основным возможностям подразделения Оперативно-спасательной службы гражданской защиты ГСЧС Украины подразделяются на:
1. Подразделения, предназначенные для тушения пожаров, спасение людей и имущества при пожарах, на объектах и территориях независимо от подчинения и формы собственности, проведение первоочередных аварийно-спасательных работ, предоставления первичной медицинской помощи пострадавшим.
2. Формирования (отряды, центры) предназначенные для ликвидации аварий (катастроф) техногенного, природного и военного характера, последствий стихийных бедствий (землетрясений, ураганов, оползней, обвалов, селевых потоков, наводнений, снежных заносов, обледенений и т. д.), проведение поисково-спасательных, пожарно-спасательных работ, международных спасательных операций, осуществления мероприятий по разминированию территорий и мероприятий гражданской и территориальной обороны, общегосударственного и регионального характера.
в их составе функционируют:
- Спасательные подразделения предназначены для развертывания и проведения спасательных и других неотложных работ в кратчайшие сроки, для розыска (в том числе с использованием служебных собак) и спасения людей, находящихся в разрушенных, горящих зданиях, под завалами, в том числе и откапывания пострадавших из заваленных сооружений, а также для оказания первой медицинской помощи пострадавшим;
- Инженерные — для ведения инженерной разведки маршрутов и очагов поражения, расчистка завалов, откапывания пострадавших из-под поврежденных сооружений, создание специальных проездов в завалах, обрушения конструкций, выявления повреждений в коммунально-энергетических и технологических сетях, подготовки и содержание дорог, образования ограждающих противопожарных полос;
- Радиационной и химической защиты — проводят радиационную и химическую разведку, осуществляют дозиметрический и химический контроль подразделений, выполняющим дегазацию, дезактивацию обмундирование и других материальных средств, участков местности, дорог и сооружений;
- Пиротехнические — выявляют и уничтожают неиспользованные боеприпасы, в том числе авиационные бомбы и другие взрывоопасные предметы, обезвреживают пораженные элементы конструкций сооружений и зданий, а также пробивают проходы в завалах взрывным методом;
- Пожарные подразделения имеют следующие задачи: тушение пожаров, спасение людей и имущества на объектах и территориях независимо от подчинения и формы собственности; локализация и тушение природных пожаров (лесные, торфяные) и на объектах народного хозяйства, страхование маршрутов движения подразделений;
- Водоснабжения — предназначены для разведки источников воды и оборудования пунктов водоснабжения;
- Связи — для установления и поддержания надежной связи, который обеспечивает коммуникацию между подразделениями, руководящими органами и различными силами взаимодействия;
- Материального обеспечения должны своевременно удовлетворить насущные потребности подразделений специальным оборудованием, топливом, продуктами, средствами защиты, вещевым, медицинским, техническим имуществом и другими материальными средствами.

### Формирования центрального подчинения ГСЧС Украины
- Управление обеспечения Оперативно-спасательной службы гражданской защиты ГСЧС Украины (бывш. в/ч Д1001, Военная комендатура, Киев)[23]
- Специальный авиационный отряд Оперативно-спасательной службы гражданской защиты ГСЧС Украины (бывш. в/ч Д0170, 300 САЗ, Нежин)
- Межрегиональный центр быстрого реагирования ГСЧС Украины (бывш. в/ч Д0060, 76 ОАСБ, Ромны)[24]
- Мобильный спасательный центр быстрого реагирования ГСЧС Украины (бывш. в/ч Д0040, 148 ОММБр, Киев)[25]
- 2 Специальный центр быстрого реагирования ГСЧС Украины (бывш. в/ч Д0090, 155 ОММБр, Дрогобыч)[26]
- 3 Специальный центр быстрого реагирования ГСЧС Украины (бывш. в/ч Д1002, 2-й отряд обеспечения аварийно-спасательных работ, с. Жеребково)
- Учебный центр Оперативно-спасательной службы гражданской защиты ГСЧС Украины (бывш. в/ч Д0050, 238 ОУБр , с. Ватутино)[27]
- Центр оперативной связи, телекоммуникационных систем и информационных технологий ГСЧС Украины (бывш. 301 УЗ, Киев)
- Центр связи и управления ГСЧС Украины (бывш. в/ч Д3728, 692 ОУЗ, г. Переяслав-Хмельницкий)

Задачами сил гражданской защиты центрального подчинения ГСЧС Украины, основу которых составляют аварийно-спасательные формирования быстрого реагирования, авиационные, морские, учебные формирования, подразделения связи и обеспечения являются:
а) в мирное время:
- проведение мероприятий по поддержанию готовности сил гражданской защиты центрального подчинения к выполнению возложенных на них задач;
- использование, размещение и своевременное обновление вооружения, техники и других материально-технических средств, предназначенных для проведения аварийно-спасательных и других неотложных работ;
- участие в мероприятиях по предупреждению и ликвидации ЧС;
- участие в подготовке сил и средств по предупреждению и ликвидации ЧС, а также обучение населения в области гражданской защиты.

б) в мирное и военное время во время ликвидации ЧС:
- ведение радиационной, химической и неспецифической бактериологической (биологической) разведки в зонах ЧС, а также на маршрутах выдвижения к ним;
- проведение аварийно-спасательных и других неотложных работ по оперативной локализации и ликвидации ЧС природного и техногенного характера на территории Украины, а также на территориях иностранных государств;
- проведение пиротехнических работ по выявлению, обезвреживанию и уничтожению взрывоопасных предметов, оставшихся на территории Украины после войн, современных боеприпасов и подрывных средств (кроме взрывчатых устройств, используемых в террористических целях) и проведения других взрывотехнических работ на всей территории Украины, во внутренних водах и акваториях Азовского и Чёрного морей (за исключением территорий, которые предоставлены для размещения и постоянной деятельности воинских частей, учреждений, военных учебных заведений, предприятий и организаций Вооружённых сил Украины, других воинских формирований, и объектов транспортной системы
- проведение работ по санитарной обработке населения, обеззараживанию зданий и сооружений, специальной обработке техники, имущества и территорий;
- участие в доставке грузов, перевозимых в зоны ЧС, в том числе в качестве гуманитарной помощи иностранным государствам;
- добыча и очистка питьевой пресной воды;
- участие в обеспечении пострадавшего населения продовольствием, водой, предметами первой необходимости, другими материальными средствами и услугами, жилыми помещениями для временного проживания, а также в оказании пострадавшему населению первой помощи;
- проведение мероприятий по эвакуации населения, материальных и культурных ценностей из зон чрезвычайных ситуаций;
- проведение работ по восстановлению объектов жизнеобеспечения населения;
- осуществление совместно с правоохранительными органами противодействия терроризму;
- участие в выполнении отдельных мероприятий территориальной обороны и в обеспечении режима чрезвычайного или военного положения.

Специальные подразделения центрального подчинения имеют в своём составе 3167 чел. личного состава и 473 ед. основной техники.

### Формирования и подразделения территориального подчинения
1. Государственные пожарно-спасательные части (отряды), в составе 1182 подразделений, 5500 ед. основной техники и около 35 000 чел. личного состава.
- Государственные пожарно-спасательные части ГУ (У) ГСЧС Украины в областях и г. Киеве по охране городов (районов, других населённых пунктов)
- Государственные пожарно-спасательные части ГУ (У) ГСЧС Украины в областях и г. Киеве по охране особо важных объектов, объектов энергетики, а также крупных предприятий (на договорной основе)

2. Аварийно-спасательные отряды специального назначения (укр. АРЗ СП) при ГУ (У) ГСЧС Украины в г. Киеве, Киевской, Кировоградской, Донецкой, Луганской, Запорожской, Николаевской, Херсонской, Одесской, Винницкой, Черкасской, Черновицкой, Черниговской, Днепропетровской, Харьковской, Полтавской, Житомирской, Хмельницкой, Ровенской, Волынской, Закарпатской, Ивано-Франковской, Тернопольской областях, созданные на базе Отрядов технической службы пожарной охраны; реорганизованных в 2005—2006 гг. воинских частей войск ГО Украины; региональных специальных отрядов пожарной охраны; противофонтанных, горных поисково-спасательных и горноспасательных служб МЧС Украины.
На базе реорганизованных воинских частей Д0055, Д0070, Д0080, Д0100, Д0130, Д0140, Д0150, Д0180 войск ГО Украины созданы:
- Часть специального назначения Аварийно-спасательного отряда специального назначения ГУ ГСЧС Украины в Днепропетровской области, г. Верховцево (бывшая в/ч Д0140, 439 ОММП)
- Аварийно-спасательная часть Аварийно-спасательного отряда специального назначения ГУ ГСЧС Украины в Луганской области, пос. Лоскутовка (бывшая в/ч Д0150, 437 ОММП)
- 2-я аварийно-спасательная часть Аварийно-спасательного отряда специального назначения ГУ ГСЧС Украины в Запорожской области, пгт. Мирное (бывшая в/ч Д0130, 264 ОММП)
- Аварийно-спасательная часть Аварийно-спасательного отряда специального назначения ГУ ГСЧС Украины в Ровенской области, пос. Городище (бывшая в/ч Д0080, 123 ОАСБ)
- Аварийно-спасательная часть Аварийно-спасательного отряда специального назначения ГУ ГСЧС Украины в Одесской области, сел. Червонознаменка (бывш. в/ч Д0100, 262 ОММП)
- Аварийно-спасательный отряд специального назначения У ГСЧС Украины в Винницкой области, пос. Якушинцы Винницкого р-на Винницкой обл. (бывшая в/ч Д0055, 215 ОАСБ)
- Аварийно-спасательный отряд специального назначения У ГСЧС Украины в Кировоградской области, Кропивницкий (бывш. в/ч Д0070, 290 ОООР)
- Аварийно-спасательный отряд специального назначения У ГСЧС Украины в Закарпатской области, Ужгород, Закарпатская обл. (бывшая в/ч Д0180, 25 АСО)

Аварийно-спасательные отряды территориального подчинения имеют в своём составе 6714 чел. личного состава и 1851 ед. основной техники.
3.'Подразделения обеспечения'.
- Базы и склады имущества и техники, в том числе неприкосновенного запаса;
- Службы обеспечения горючим;
- Подразделения технической службы, в том числе автотранспортного и ремонтного обеспечения, связи;
- Медицинские службы

ЗАДАЧАМИ сил гражданской защиты территориального подчинения основу которых составляют государственные пожарно-спасательные подразделения, аварийно-спасательные формирования специального назначения и подразделения обеспечения являются:
- проведение пожарно-спасательных работ при возникновении чрезвычайных ситуаций или пожаров в пределах региона обслуживания;
- спасение людей и их имущества на пожарах и местах возникновения ЧС, участие в ликвидации последствий чрезвычайных ситуаций и проведении первоочередных мероприятий по ликвидации их последствий в зонах возможного поражения;
- предоставление пострадавшим лицам, спасателям доврачебной (фельдшерской) и первой врачебной помощи;
- проведение радиационной, химической разведки в зонах радиационного и химического загрязнения, а также на маршрутах выдвижения к ним;
- проведение пиротехнических работ, связанных с выявлением и обезвреживанием взрывоопасных предметов времен Второй мировой и других войн;
- проведение аварийно-спасательных и других неотложных мероприятий по оперативной локализации и ликвидации последствий чрезвычайных ситуаций регионального уровня;
- осуществление мероприятий территориальной обороны и антитеррористических операций;
- участие в работах по санитарной обработке населения, специальной обработки техники и другого имущества, обеззараживание зданий, сооружений и территорий;
- осуществление мероприятий по эвакуации населения, материальных и культурных ценностей из зон чрезвычайной ситуации.

### Специализированные формирования
- Государственный военизированный горноспасательный (аварийно-спасательный) отряд ГСЧС Украины (г. Кривой Рог Днепропетровской области)
- Днепропетровский военизированный горноспасательный отряд (аварийно-спасательный) отряд ГСЧС Украины

## Вооружение Сил гражданской защиты ГСЧС Украины

### Пожарная и спасательная техника
Находится на вооружении Государственных пожарно-спасательных частей (ГПРЧ); частей (групп) спасательных работ, групп (отделений) специальных водолазных работ формирований быстрого реагирования; специального назначения; частей специальной техники
| Изображение                     | Тип                             | Производство                    | Назначение | Количество                      | Модификация                            |
| Пожарная и спасательная техника | Пожарная и спасательная техника | Пожарная и спасательная техника | Пожарная и спасательная техника | Пожарная и спасательная техника | Пожарная и спасательная техника        |
| ------------------------------- | ------------------------------- | ------------------------------- | --- | ------------------------------- | -------------------------------------- |
|                                 | ГАЗ-3310 Валдай                 | Россия                          | Пожарная автоцистерна |                                 | АЦ-40 (Фирма «Титал», г. Киев)         |
|                                 | ЗИЛ-130 (4х2)                   | СССР                            | Пожарная автоцистерна, Пожарный автомобиль порошкового тушения |                                 | АЦ-40, АП-2                            |
|                                 | КАМАЗ 43253                     | Россия                          | Пожарная автоцистерна |                                 | АЦ-40                                  |
|                                 | ЗИЛ-4331 (4х2)                  | Россия                          | Пожарная автоцистерна |                                 | АЦ-40 (Фирма «Пожспецмаш», г. Прилуки) |
|                                 | КрАЗ-65053                      | Украина                         | Пожарная автоцистерна |                                 | АЦ-60                                  |
|                                 | МАЗ-7310                        | СССР                            | Пожарный аэродромный автомобиль |                                 | АА-12/60                               |
|                                 | КамАЗ-53213                     | СССР Россия                     | Автомобиль воздушно-пенного тушения АВПТ(АППГ-укр.)-10 |                                 |                                        |
|                                 | ЗИЛ-130 (4х2)                   | СССР                            | Пожарный автомобиль порошкового тушения |                                 | АП-2                                   |
|                                 | КамАЗ-53213                     | СССР                            | Пожарный автомобиль порошкового тушения |                                 | АП-5                                   |
|                                 | ЗИЛ-131 (6х6)                   | СССР                            | Пожарная автоцистерна |                                 | АЦ-40                                  |
|                                 | ЗИЛ-131 (6х6)                   | СССР                            | Пожарная насосная станция |                                 | ПНС-110                                |
|                                 | КрАЗ-63221                      | Украина                         | Автомобиль комбинированного тушения |                                 | АКТ-2/5                                |
|                                 | МАЗ-4370 (4х2)                  | Беларусь                        | Автомобиль комбинированного тушения | 1                               | АКТ-м (Фирма «Титал» г. Киев)          |
|                                 | Mercedes-Benz                   | Германия                        | Пожарная автолесница |                                 | АЛ-55                                  |
|                                 | IVECO(MAGIRUS)                  | Германия                        | Пожарная автолесница |                                 | АЛ-50 (50 метров)                      |
|                                 | Mercedes-Benz                   | Германия                        | Коленчатый подъёмник |                                 | Bronto Skylift 90 (90 метров)          |
|                                 | ГАЗ-2705                        | Россия                          | Автомобиль связи и освещения, газодымозащитной службы, штабные автомобили, аварийно-спасательные автомобили САРМ-С, специальные аварийно-спасательные водолазные станции САРВС-Л |                                 |                                        |
|                                 | I-VAN                           | Украина                         | Автомобиль связи и освещения |                                 |                                        |
|                                 | УАЗ-2206                        | Россия                          | Штабной автомобиль |                                 |                                        |
|                                 | Volkswagen Transporter          | Германия                        | Штабной автомобиль |                                 |                                        |
|                                 | ЗИЛ-131                         | СССР                            | Специальная аварийно-спасательная машина САРМ-С |                                 |                                        |
|                                 | Mitsubishi-L200                 | Япония                          | Аварийно-спасательная машина |                                 | САРМ-Г (Фирма «Титал», г. Киев)        |
|                                 | УАЗ Патриот                     | Россия                          | Аварийно-спасательная машина |                                 | САРМ-Л (Фирма «Титал», г. Киев)        |
|                                 | КрАЗ-6322                       | Украина                         | Аварийно-спасательная машина |                                 | САРМ-В                                 |
|                                 | КамАЗ-43105                     | СССР Россия                     | Аварийно-спасательная машина |                                 | САРМ-В                                 |
|                                 | ГАЗ-66                          | СССР                            | Специальные аварийно-спасательные водолазные станции |                                 | САРВС-В                                |
|                                 | Шерп Про                        | Украина                         | Оперативно-спасательный вездеход-амфибия |                                 |                                        |
|                                 | MAN TGS                         | Германия Украина                | Аварийно-спасательная машина на шасси MAN TGS |                                 | АЦ-8-60 (TGS 33.360)-526М              |
|                                 | МАЗ 53092J                      | Беларусь Украина                | Аварийно-спасательная машина на шасси МАЗ 53092J |                                 | АЦП EN 1846-S-1-6-5000-10/3000-2       |

### Техника пиротехнических работ (разминирования)
Находится на вооружении частей (групп, отделений) пиротехнических работ; групп (отделений) подводного разминирования аварийно-спасательных формирований центрального и территориального подчинения
Предназначена для:
- Доставки к месту выполнения работ по разминированию территорий (объектов, водоемов) пиротехнических (саперных) расчетов, специального оборудования;
- Перемещения на борт с помощью гидравлического оборудования тяжелых взрывоопасных предметов для их дальнейшей перевозки;
- Перевозки взрывоопасных предметов в места их ликвидации (путём контролируемого подрыва).

| Изображение                                    | Тип                                            | Производство                                   | Назначение                                           | Количество                                     | Примечания                                     |
| Техника пиротехнических работ (разминирования) | Техника пиротехнических работ (разминирования) | Техника пиротехнических работ (разминирования) | Техника пиротехнических работ (разминирования)       | Техника пиротехнических работ (разминирования) | Техника пиротехнических работ (разминирования) |
| ---------------------------------------------- | ---------------------------------------------- | ---------------------------------------------- | ---------------------------------------------------- | ---------------------------------------------- | ---------------------------------------------- |
|                                                | Mitsubishi L200                                | Япония                                         | Оперативно-пиротехнические машины                    |                                                | ОПМ («Титал», г. Киев)                         |
|                                                | Козак-5ПМЛ                                     | Украина                                        | Бронированные оперативно-пиротехнические машины      |                                                | ОПМ (НПО «Практика», г. Киев)                  |
|                                                | Урал-4320                                      | СССР                                           | Пиротехнические машины тяжёлого типа (ПМ-В)          |                                                |                                                |
|                                                | УАЗ-31512                                      | СССР Россия                                    | Оперативно-пиротехнические машины                    |                                                |                                                |
|                                                | УАЗ-469                                        | СССР                                           | Оперативно-пиротехнические машины                    |                                                |                                                |
|                                                | ЗИЛ-131                                        | СССР                                           | Пиротехнические машины тяжёлого типа (ПМ-В)          |                                                |                                                |
|                                                | Volkswagen T5                                  | Германия                                       | Оперативно-пиротехнические машины                    |                                                | ОПМ («Титал», г. Киев)                         |
|                                                | КрАЗ-63221                                     | Украина                                        | Пиротехнические машины тяжёлого типа (ПМ-В)          |                                                |                                                |
|                                                | ГАЗ-66                                         | СССР                                           | Оперативно-пиротехнические машины водолазные (ОПМ-В) |                                                |                                                |

### Инженерная техника
Находится на вооружении отделений обеспечения спасательных работ; инженерных групп (отделений); частей (групп) специальных работ по ликвидации последствий аварий аварийно-спасательных формирований центрального и территориального подчинения
Средства преодоления разрушений и препятствий
- Машины разграждения ИМР, ИМР-М, ИМР-2, ИМР-2М
- Путепрокладчики гусеничные БАТ, БАТ-М, БАТ-2
- Мосты тяжёлые механизированные ТММ-3 (ТММ-ЗМ1) на базе автомобилей КрАЗ-255 (КрАЗ-260)

Средства преодоления водных преград
- Транспортеры плавающие ПТС, ПТС-М, ПТС-2
- Катера моторно-буксирные
- Водолазные станции

Средства механизации дорожных, подъёмных и землеройных работ
- Машина для рытья котлованов МДК-2, МДК-2М, МДК-3
- Бульдозер колёсный БКТ-2РК на базе колесного тягача МАЗ-538
- Полковая землеройная машина ПЗМ-2
- Машина траншейная ТМК-2 на базе колесного тягача МАЗ-538
- Бульдозер гусеничный Б-10М
- Тягачи тяжёлые артиллерийские АТ-Т, МТ-Т
- Экскаваторы войсковые ЭОВ-4421
- Краны автомобильные на базе автомобилей МАЗ, КрАЗ, УРАЛ

### Техника РХБЗ (радиационной, химической и биологической защиты)
Находится на вооружении частей (групп, отделений) РХБЗ аварийно-спасательных формирований центрального и территориального подчинения
| Изображение                                             | Тип                                                     | Производство                                            | Назначение                                              | Количество                                              | Примечания                                              |
| Техника радиационной, химической и биологической защиты | Техника радиационной, химической и биологической защиты | Техника радиационной, химической и биологической защиты | Техника радиационной, химической и биологической защиты | Техника радиационной, химической и биологической защиты | Техника радиационной, химической и биологической защиты |
| ------------------------------------------------------- | ------------------------------------------------------- | ------------------------------------------------------- | ------------------------------------------------------- | ------------------------------------------------------- | ------------------------------------------------------- |
|                                                         | ГАЗель                                                  | Украина                                                 | Передвижная химико-радиологическая лаборатория «ПРХЛ»   |                                                         |                                                         |
|                                                         | Ford Transit                                            | Украина                                                 | Передвижная лаборатория («Титал», г. Киев)              |                                                         | Передвижная химико-радиологическая лаборатория «ПРХЛ»   |
|                                                         | УАЗ-469РХ                                               | СССР                                                    | Автомобиль радиационной и химической разведки           |                                                         |                                                         |
|                                                         | БРДМ-2РХБ                                               | СССР                                                    | Машина радиационной и химической разведки               |                                                         |                                                         |
|                                                         | РХМ-4                                                   | СССР                                                    | Машина радиационной и химической разведки               |                                                         | на базе бронетранспортёра БТР-80                        |
|                                                         | РХМ-С                                                   | СССР                                                    | Машина радиационной и химической разведки               |                                                         | на базе ГТ-МУ                                           |
|                                                         | ЗиЛ-131 АРС-14                                          | СССР                                                    | Авторазливочная станция                                 |                                                         |                                                         |
|                                                         | ГАЗ-66 ДДА-66, ДДА-53Б                                  | СССР                                                    | Дезинфекционно-душевые установки                        |                                                         |                                                         |

### Специальная техника
Находится на вооружении подразделений управления; обеспечения;  аварийно-спасательных частей, частей (групп) жизнеобеспечения; групп (отделений) спасательных работ аварийно-спасательных формирований центрального и территориального подчинения
| Изображение         | Тип                 | Производство        | Назначение                                                                                            | Количество          | Модификация          |
| Специальная техника | Специальная техника | Специальная техника | Специальная техника                                                                                   | Специальная техника | Специальная техника  |
| ------------------- | ------------------- | ------------------- | --- | ------------------- | -------------------- |
|                     | УРАЛ-4320           | СССР                | Машины различного назначения                                                                          |                     |                      |
|                     | БТР-60              | СССР                | Командно-штабные машины                                                                               |                     | Р-145БМ «Чайка»      |
|                     | Р-409 «Днепр»       | СССР                | Радиорелейная станция                                                                                 |                     | ЗиЛ-131              |
|                     | МАЗ-537             | СССР                | Седельный тяжелый тягач                                                                               |                     |                      |
|                     | МАЗ-7310            | СССР                | Мобильные пункты управления, комплексы жизнеобеспечения боевого дежурства                             |                     | 15Т117, 15Т118, МДЭС |
|                     | ЗИЛ-131             | СССР                | Универсальные машины подогрева, автомастерские ПАРМ-1М                                                |                     | УМП-350-131          |
|                     | Renault Master      | Украина             | Машины скорой помощи                                                                                  |                     |                      |
|                     | ГАЗ-66              | СССР                | Санитарный автомобиль, автоперевязочная АП-2, ПКМПП-01 — подвижный комплекс медицинского пункта полка |                     |                      |
|                     | УАЗ-3962            | СССР                | Санитарный автомобиль                                                                                 |                     |                      |
|                     | ЗиЛ-130             | СССР                | Аэродромный поливомоечный автомобиль комбинированный                                                  |                     | АКПМ-3               |
|                     | ГАЗ-51              | СССР                | Аэродромный моторный подогреватель                                                                    |                     | МП-300               |
|                     | Урал-4320           | СССР                | Снегоочистители шнекороторные                                                                         |                     | ДЭ-226               |
|                     | ГАЗ-66              | СССР                | Командно-штабная машина                                                                               |                     | Р-142Г               |
|                     | МАЗ-543             | СССР                | Мобильный пункт управления                                                                            |                     |                      |

### Вооружение охраны и обороны
После демилитаризации в 2004—2005 годах сил МЧС Украины и превращения войск Гражданской обороны Украины в невоенную (специальную) Оперативно-спасательную службу гражданской защиты ей досталось в наследство большое количество оружия, в том числе автоматы АКМ/АКМС 7,62 мм., АК-74 5,45 мм., пулемёты РПК, КПВТ, РПД-44, ПКТ, РПКС-74, ДТ, ПК, пистолеты ТТ, ПМ, АПС, винтовки СВД, карабины СКС, гранатомёты РПГ-2, различные наименования гранат и боеприпасов. Оружие было вывезено из расформированных и реорганизованных воинских частей МЧС (за исключением необходимого для охраны и обороны имущества и объектов) и сконцентрировано на складах вооружения (длительного хранения) в трёх регионах Украины.
В течение 2006—2011 годов решениями Кабинета министров Украины большая часть данного вооружения была отчуждена и реализована в соответствующем порядке, предусмотренном для реализации военного имущества Вооружённых Сил Украины; часть на данный момент находится на хранении для обеспечения выполнения Оперативно-спасательной службой гражданской защиты ГСЧС Украины Законов Украины «О мобилизационной подготовке и мобилизации», «О правовом режиме чрезвычайного положения», «О правовом режиме военного положения», «О воинской обязанности и воинской службе», «О обороне Украины».
По состоянию на 2015 год для охраны и обороны имущества и объектов Оперативно-спасательной службы гражданской защиты на вооружении аварийно-спасательных, авиационных, морских формирований центрального и территориального подчинения, учебных заведений находятся — у подразделений охраны 7,62 мм автоматы АКМ,автоматы АК-74 5,45 мм., самозарядные карабины Симонова 7,62 мм. (СКС), у личного состава суточных нарядов (оперативные дежурные офицеры, помощники опер. дежурных и т. д.)- 9 мм пистолеты Макарова (ПМ).
для справки:
24 марта 2014 года в 4:00 утра с целью завладения оружием и боеприпасами, которые находились на хранении, было совершено вооруженное нападение группой до 10 человек на Базу ресурсного обеспечения и аварийно-спасательных работ ГСЧС Украины в с. Жеребково Ананьевского района Одесской обл. Проникнув на территорию, нападающие скрутили часового, отобрав у него карабин СКС, другой часовой объявил тревогу и начал стрелять в воздух. Нападавшие непродолжительное время отстреливались и наконец скрылись с места происшествия. На следующий день, 25 марта сотрудниками УБОП ГУ МВД Украины в Одесской обл. организатор и активные участники нападения были задержаны, при этом изъято огнестрельное, травматическое и холодное оружие, бронежилет, бинокль, а также отобранный у часового карабин.

## Авиация Сил гражданской защиты ГСЧС Украины
Находится на вооружении Специального авиационного отряда Оперативно-спасательной службы гражданской защиты, Нежин.
Специальный авиационный отряд ОСС ГЗ ГСЧС Украины предназначен самостоятельно или во взаимодействии с другими подразделениями гражданской защиты выполнять возложенные задачи защиты населения и территорий, материальных и культурных ценностей и окружающей среды во время ликвидации последствий чрезвычайных ситуаций, проведение специальных работ в сложных условиях. Координация и контроль деятельности Специального авиационного отряда ОСС ГЗ ГСЧС Украины осуществляется в порядке, определённом ГСЧС Украины.
Аэродром 1-го класса имеет взлетно-посадочную бетонную полосу длиной 3000х80 метров и пригоден для приема воздушных судов различных типов грузоподъемностью до 190 тонн, в простых и сложных метеорологических условиях, как днём, так и ночью.
Состав отряда:
- Управление
  - Руководство;
    - Штаб:

  - Группа специальной связи и режима секретности;
  - Метеорологическая служба;
  - Группа руководства полетами;
  - Финансово-экономическая группа.
- Подразделения
  - Авиационная эскадрилья специального назначения на самолётах;
  - Авиационная эскадрилья специального назначения на вертолётах;
  - Инженерно-авиационная служба;
  - Поисково-спасательная и парашютно-десантная служба;
  - Группа средств распознавания;
  - Отделение обработки информации и объективного контроля.
- Обеспечение
  - Часть авиационно-технического и материального обеспечения;
  - Группа аэродромного обслуживания и обеспечения полетов (с постоянным местом дислокации в аэропорту «Жуляны», Киев);
  - Узел связи (автоматизированных систем управления и радиотехнического обеспечения);
  - Медицинская служба;
  - Пожарный пост;
  - Отделение охраны.

| Изображение | Тип              | Производство | Назначение                                     | Количество | Примечания |
| Авиация     | Авиация          | Авиация      | Авиация                                        | Авиация    | Авиация |
| ----------- | ---------------- | ------------ | ---------------------------------------------- | ---------- | --- |
|             | Ан-32П           | Украина      | Пожарный самолёт                               | 4          | полеты на тушение лесных пожаров с помощью слива огнетушащего жидкости из навесных сливных агрегатов на очаги пожаров (максимальная масса огнетушащего жидкости — 8000 кг) десантирования в район лесного пожара парашютистов — пожарных до 28 человек и пожарного снаряжения до 10 упаковок по 100 кг каждая для тушения лесного пожара; полеты на барражирования территориальных базами авиационной охраны лесов, доставка на аэродром базирования в районе лесных пожаров мобильных заправочных станций. Самолёт может быть переоборудован в грузовой вариант для перевозки грузов (пассажиров), или их десантирования парашютным способом, а также как санитарный вариант для перевозки пострадавших мест чрезвычайных ситуаций. |
|             | Ан-26            | Украина      | Военно-транспортный самолёт                    | 3          | До 40 пассажиров или 24 раненых на носилках в сопровождении медицинского персонала. В минимальные сроки может переоборудоваться в транспортный вариант для перевозки грузов общей массой до 5500 кг. |
|             | Ан-30            | Украина      | Самолёт воздушного наблюдения и аэрофотосъёмки | 2          | перевозки до 18 пассажиров или до 3000 кг груза |
|             | Ми-8             | СССР         | Многоцелевой вертолёт                          | 7          | пожарный или транспортное для перевозки грузов в грузовой кабине и на внешней подвеске общей массой до 3000 кг, как санитарный, перевозит 3-6 раненых на носилках или 15 сидячих на расстояние до 725 км. |
|             | Eurocopter EC145 | Франция      | Многоцелевой вертолёт                          | 2          | перевозки до 8 пассажиров. Предусмотрена возможность разных вариантов использования — медицинский, аварийно-спасательный, патрульный. Базовый вариант позволяет выполнять положенные на него обязанности днём и ночью в простых и сложных метеорологических условиях, с аэродромов и неподготовленных площадок. В медицинском варианте предусмотрена установка реанимационного оборудования. |
|             | Eurocopter EC225 | Франция      | Многоцелевой вертолёт                          | 3          | |

## Учебные и научно-исследовательские заведения
- Национальный университет гражданской защиты Украины, Харьков
- Львовский государственный университет безопасности жизнедеятельности, Львов
- Институт пожарной безопасности им. Героев Чернобыля Национального университета гражданской защиты Украины, Черкассы
- Винницкое высшее профессиональное училище гражданской защиты Львовского государственного университета безопасности жизнедеятельности, Винница
- Институт государственного управления в сфере гражданской защиты (Киев)
- Украинский научно-исследовательский институт гражданской защиты (Киев)
- Украинский гидрометеорологический институт (Киев)